# Rhodococcus
Rhodococcus es un género de bacterias Gram-positivas aerobias, no-esporuladas, no motilares estrechamente relacionadas con Mycobacterium y Corynebacterium. [1] [2] Aunque algunas especies son patógenas, la mayoría son benignas y se ha encontrado que prosperan en una amplia gama de ambientes, incluyendo el suelo, el agua y las células eucarióticas. Completamente secuenciado en octubre de 2006, el genoma se sabe que es 9.7 megabasepairs largo y 67% G / C.
Las cepas de Rhodococcus son importantes debido a su capacidad de catabolizar una amplia gama de compuestos y producir esteroides bioactivos, acrilamida y ácido acrílico y su participación en la biodesulfuración de combustibles fósiles. Esta diversidad genética y catabólica no sólo se debe al gran cromosoma bacteriano, sino también a la presencia de tres grandes plásmidos lineales. Rhodococcus es también un sistema experimentalmente ventajoso debido a una velocidad de crecimiento relativamente rápida y un ciclo de desarrollo simple, pero no está bien caracterizado.
Otra aplicación importante de Rhodococcus proviene de la bioconversión, utilizando sistemas biológicos para convertir el material de partida barato en compuestos más valiosos, como su capacidad para metabolizar contaminantes ambientales nocivos, incluyendo tolueno, naftaleno, herbicidas y PCB. Las especies de Rhodococcus típicamente metabolizan sustratos aromáticos oxigenando primero el anillo aromático para formar un diol (dos grupos de alcohol). A continuación, el anillo se escinde con mecanismos intra / extradiol, abriendo el anillo y exponiendo el substrato a un metabolismo adicional. Dado que la química es muy estereospecífica, los dioles se crean con quiralidad predecible. Si bien el control de la quiralidad de la reacción química presenta un desafío significativo para los químicos sintéticos, los procesos biológicos pueden utilizarse en lugar de producir fielmente moléculas quirales en los casos en que la síntesis química directa no es factible o eficiente. Un ejemplo de esto es el uso de Rhodococcus para producir indeno, un precursor del fármaco de SIDA indinavir, un inhibidor de proteasa, y que contiene dos de los cinco centros quirales necesarios en el complejo.
- Datos: Q288311
- Multimedia: Rhodococcus / Q288311
- Especies: Rhodococcus (Nocardiaceae)